# Fabrizio Donato
Pour les articles homonymes, voir Donato.
Fabrizio Donato (né le 14 août 1976 à Latina) est un athlète italien, spécialiste du triple saut. Il mesure 1,89 m pour 82 kg. Il détient, avec 17,73 m le record d'Italie en salle de la spécialité. Il a fait partie de l'équipe nationale 27 fois. Il a été champion d'Italie à six reprises (2000, 2006, 2007, 2008, 2010 et 2011).

## Biographie
Aux Jeux olympiques (2000, 2004 et 2008), comme aux Championnats du monde (2003, 2007 et 2009), où il a été sélectionné, il n'avait jamais atteint la finale avant ceux de 2012. En revanche, il a été 4e des Championnats d'Europe en 2002 et champion d'Europe lors de ceux d'Helsinki, avec la meilleure performance européenne de la saison, 17,53 m.
Fabrizio Donato a terminé 4e des championnats du monde d'athlétisme en salle 2008, avec 17,27 m, son meilleur résultat de la saison. Le 22 février 2009, il bat le record national indoor lors des Championnats nationaux, avec 17,42 m. 
Le 7 mars 2009, Donato remporte la finale des Championnats d'Europe en salle 2009 de Turin en établissant la meilleure performance mondiale de l'année en salle avec 17,59 m.
Le 8 juillet 2012, à Bressanone, malgré un saut valable à 17,52 m (+ 1,4 m/s), il doit céder le titre de champion d'Italie à Daniele Greco (17,67 m avec vent favorable).
Il devance ce dernier à Londres pour obtenir sa première médaille olympique à presque 36 ans, derrière Christian Taylor, 17,81 m et Will Claye, 17,62 m.
Le 26 juillet 2015, il remporte un ultérieur titre national italien, le 22e de sa carrière, en réussissant en 16,91 m, juste au-dessus du minima pour les championnats du monde. Il annonce le 6 août qu'il renonce aux mondiaux de Pékin à la suite d'ennuis avec son tendon d'Achille.
Le 21 février 2016, il saute 16,71 m à Ancône. C'est son meilleur saut en salle depuis 2012 et ses 17,28 m, puis 16,74 m le 5 mars dans la même ville. Il saute seulement 16,39 m (3e) lors des Championnats d'Italie à Rieti le 26 juin 2016. Le 18 juillet 2016, il est sélectionné pour ses 5es Jeux olympiques consécutifs, un record détenu avant lui par Pietro Mennea.
Le 5 mars 2017, à 40 ans, Donato devient vice-champion d'Europe en salle à Belgrade avec 17,13 m (record du monde vétéran), battu par le tenant du titre Nelson Évora (17,20 m). Lors de son premier concours en plein air, à Pierre-Bénite, il effectue son meilleur saut depuis 2012, en 17,32 m. Début juillet, est contraint de mettre un terme à sa saison à cause d'une blessure subie lors des Championnats d'Europe par équipes de Lille le 24 juin.
Le 17 février 2018, il devient champion d'Italie en salle avec 16,94 m. Le 3 mars, il termine à une décevante 14e place aux championnats du monde en salle de Birmingham avec 15,94 m. Le 22 juin, il termine 4e du Meeting de Madrid avec 16,62 m.

## Palmarès

### International
| Date | Compétition                       | Lieu             | Résultat | Marque  |
| ---- | --------------------------------- | ---------------- | -------- | ------- |
| 2001 | Championnats du monde en salle    | Lisbonne         | 6e       | 16,77 m |
| 2001 | Jeux méditerranéens               | Tunis            | 1er      | 17,05 m |
| 2002 | Championnats d'Europe en salle    | Vienne           | 4e       | 16,90 m |
| 2002 | Championnats d'Europe             | Munich           | 4e       | 17,15 m |
| 2003 | Coupe d'Europe                    | Florence         | 1re      | 17,10 m |
| 2008 | Championnats du monde en salle    | Valence          | 4e       | 17,27 m |
| 2009 | Championnats d'Europe en salle    | Turin            | 1er      | 17,59 m |
| 2010 | Championnats du monde en salle    | Doha             | 5e       | 16,88 m |
| 2010 | Championnats d'Europe             | Barcelone        | 9e       | 16,54 m |
| 2011 | Championnats d'Europe en salle    | Paris            | 2e       | 17,73 m |
| 2011 | Championnats du monde             | Daegu            | 10e      | 16,77 m |
| 2012 | Championnats du monde en salle    | Istanbul         | 4e       | 17,28 m |
| 2012 | Championnats d'Europe             | Helsinki         | 1er      | 17,63 m |
| 2012 | Jeux olympiques                   | Londres          | 3e       | 17,48 m |
| 2012 | Ligue de diamant                  | Ligue de diamant | 2e       | détails |
| 2014 | Championnats d'Europe par équipes | Brunswick        | 2e       | 16,82 m |
| 2014 | Championnats d'Europe             | Zurich           | 6e       | 16,66 m |
| 2015 | Championnats d'Europe par équipes | Tcheboksary      | 1er      | 17,11 m |
| 2017 | Championnats d'Europe en salle    | Belgrade         | 2e       | 17,13 m |
| 2017 | Championnats d'Europe par équipes | Lille            | 9e       | 15,98 m |
| 2018 | Championnats du monde en salle    | Birmingham       | 14e      | 15,94 m |

### National
- Championnats d'Italie d'athlétisme
  - en plein air : vainqueur du triple saut en 2000, 2006, 2007, 2008, 2010, 2011 et 2015
  - en salle : vainqueur du triple saut en 1998, 1999, 2001, 2002, 2003, 2004, 2006, 2007, 2008, 2009, 2010 et 2018

## Records
| Épreuve          | Épreuve      | Marque  | Lieu          | Date              |
| ---------------- | ------------ | ------- | ------------- | ----------------- |
| Triple saut      | En plein air | 17,60 m | Milan         | 7 juin 2000       |
| Triple saut      | En salle     | 17,73 m | Paris         | 6 mars 2011       |
| Saut en longueur | En plein air | 8,00 m  | Busto Arsizio | 24 septembre 2006 |
| Saut en longueur | En salle     | 8,03 m  | Ancone        | 19 février 2011   |